# Instytucja społeczno-kulturowa
Instytucja społeczno-kulturowa – termin antropologiczny i socjologiczny wprowadzony przez Herberta Spencera, odnoszący się do bardzo trwałych elementów porządku społecznego (takich jak rodzina, własność, prawo), uregulowanych i usankcjonowanych form działalności (na przykład nauka, szkolnictwo, sądownictwo), uznanych sposobów rozwiązywania problemów współpracy i współżycia (na przykład małżeństwo, rozwód, kredyt, arbitraż) oraz niektórych organizacji formalnych pełniących w społeczeństwie określone funkcje (na przykład szpital, więzienie, fabryka, urząd). Wyróżnia się również instytucje hybrydowe. 
Z pojęcia instytucji czerpie również szeroko rozumiany nurt ekonomii instytucjonalnej, w tym Nowej Ekonomii Instytucjonalnej.